# Криптосистема
Криптосистема — это завершённая комплексная модель, способная производить двусторонние криптопреобразования над данными произвольного объёма и подтверждать время отправки сообщения, обладающая механизмом преобразования паролей, ключей и системой транспортного кодирования.
Криптопакет — конкретная программная реализация криптосистемы.

## Функции криптосистем
Непосредственное применение криптоалгоритмов без каких-либо модификаций для кодирования больших объёмов данных на самом деле не является хорошим решением.
Криптосистема выполняет три основные функции: усиление защищённости данных, облегчение работы с криптоалгоритмом со стороны человека и обеспечение совместимости потока данных с другим программным обеспечением.

## Причины ненадёжности криптосистем
- Невозможность применения стойких криптоалгоритмов;
- Ошибки в реализации криптоалгоритмов;
- Неправильное применение криптоалгоритмов;
- Человеческий фактор.